# Josef Kuhn
Josef Kuhn (17. dubna 1911 Polná – 30. ledna 1984 Praha) byl český hudební skladatel a varhaník.

## Život
Ještě ve svém rodišti se učil hře na housle a varhany. Jednak u svého otce a jednak u místního varhaníka Romana Linharta. Pokračoval na hudební škole v Jihlavě a v roce 1928 vstoupil na Pražskou konzervatoř. Studoval hru na varhany Bedřicha Antonína Wiedermanna a harmonii a kontrapunkt u Otakara Šína. Rovněž absolvoval kurz čtvrttónové hudby u Aloise Háby. Dále se vzdělával ve skladbě u Vítězslava Nováka. Studium hry na varhany završil v mistrovských kurzech největších varhaníků té doby: Günthera Ramina v Lipsku a Marcela Dupré v Paříži.
Jako varhanní virtuóz koncertoval v mnoha městech Evropy, Asie a Afriky (Lipsko, Sibiu, Budapešť, Szeged, Varšava, Vratislav, Čenstochová, Bern, Bejrút, Káhira, New York a další). V Praze byl ředitelem kůru v kostele sv. Václava na Smíchově. Ve válečných letech učil hře na varhany na pražské konzervatoři.
Po válce absolvoval velké koncertní turné po Švýcarsku, Francii a Itálii. V roce 1951 se stal v Káhiře ředitelem konzervatoře. V této funkci setrval šest let. V Egyptě se stal i státním koncertním mistrem. Po návratu do Prahy dále koncertoval a byl stálým varhaníkem v Obecního domu Hlavního města Prahy. Kromě toho byl varhaníkem na Karlštejně. Získal si světovou pověst vynikajícího improvizátora. Propagoval rovněž hru na elektrofonické varhany a vedle Oty Čermáka byl v té době nejznámějším virtuózem na tento nástroj. Unikátní nástroj z dílny Oldřicha Zachaře nechal postavit, částečně i podle svých technických návrhů, pro město Polná. Tuto stavbu financoval český emigrant, polenský rodák Karel Pešák, který žil v té době v USA a chtěl pro své rodné město něco udělat.
Kromě hudby byl nadšeným milovníkem starožitností. Účastnil se archeologických výprav do Itálie, Řecka i Egypta a částečně je i financoval. Své nálezy zpravidla zanechával v místě původu. Z předmětů, které dovezl do Čech, část sbírek zapůjčil městskému muzeu v Polné.
Za svůj život zkomponoval na 60 děl a to nejen pro varhany. V okolí Polné sbíral i lidové písně a vytvořil z nich pásmo pro smíšený sbor a klavír. Zemřel ve věku 73 let a je pohřben na hřbitově u kostela sv. Barbory v Polné.

## Dílo (výběr)
- Tři české tance pro klavír op. 20
- Suita pro sólové housle op. 23
- Dvě poetické polky, Podzimní vals pro klavír op. 35
- Thema con variationi op. 37
- II. suita pro varhany: Varhaníkovo dopoledne op. 41
- Koncert pro varhany s průvodem orchestru op. 48
- 2 motetta pro smíšený sbor a capella
- Pásmo lidových písní z Vysočiny pro ženský sbor s klavírem neb s orchestrem op. 49
- Pastorální skladby pro varhany op. 55
- Pod Ještědem, smíšený sbor
- Šest písní pro vysoký a střední hlas s průvodem klavíru
- Drobné skladby pro varhany